# Wassermohngewächse
Die Einteilung der Lebewesen in Systematiken ist kontinuierlicher Gegenstand der Forschung. So existieren neben- und nacheinander verschiedene systematische Klassifikationen. 
Das hier behandelte Taxon ist durch neue Forschungen obsolet geworden oder ist aus anderen Gründen nicht Teil der in der deutschsprachigen Wikipedia dargestellten Systematik.

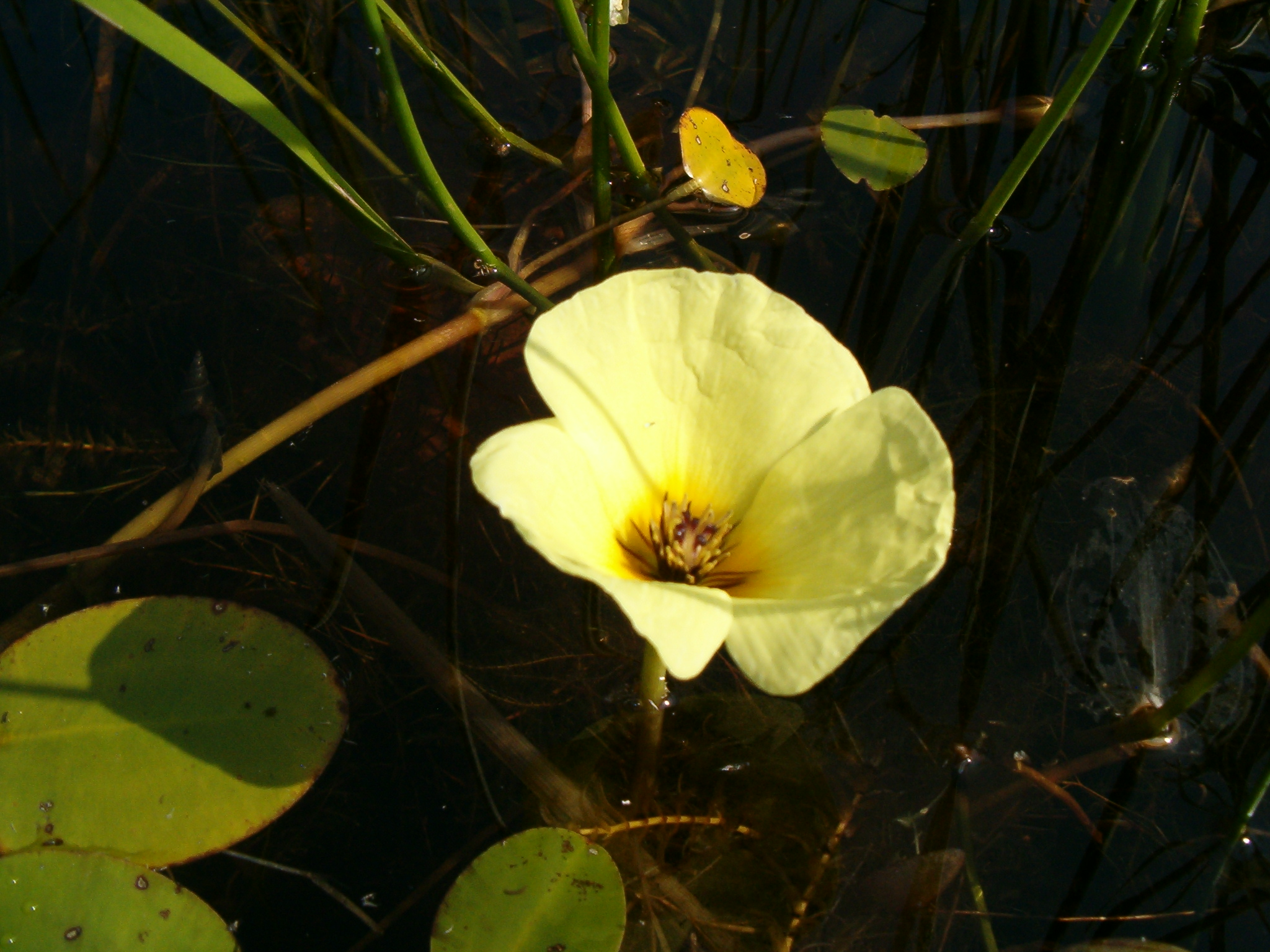
Seerosenähnlicher Wassermohn (Hydrocleys nymphoides)

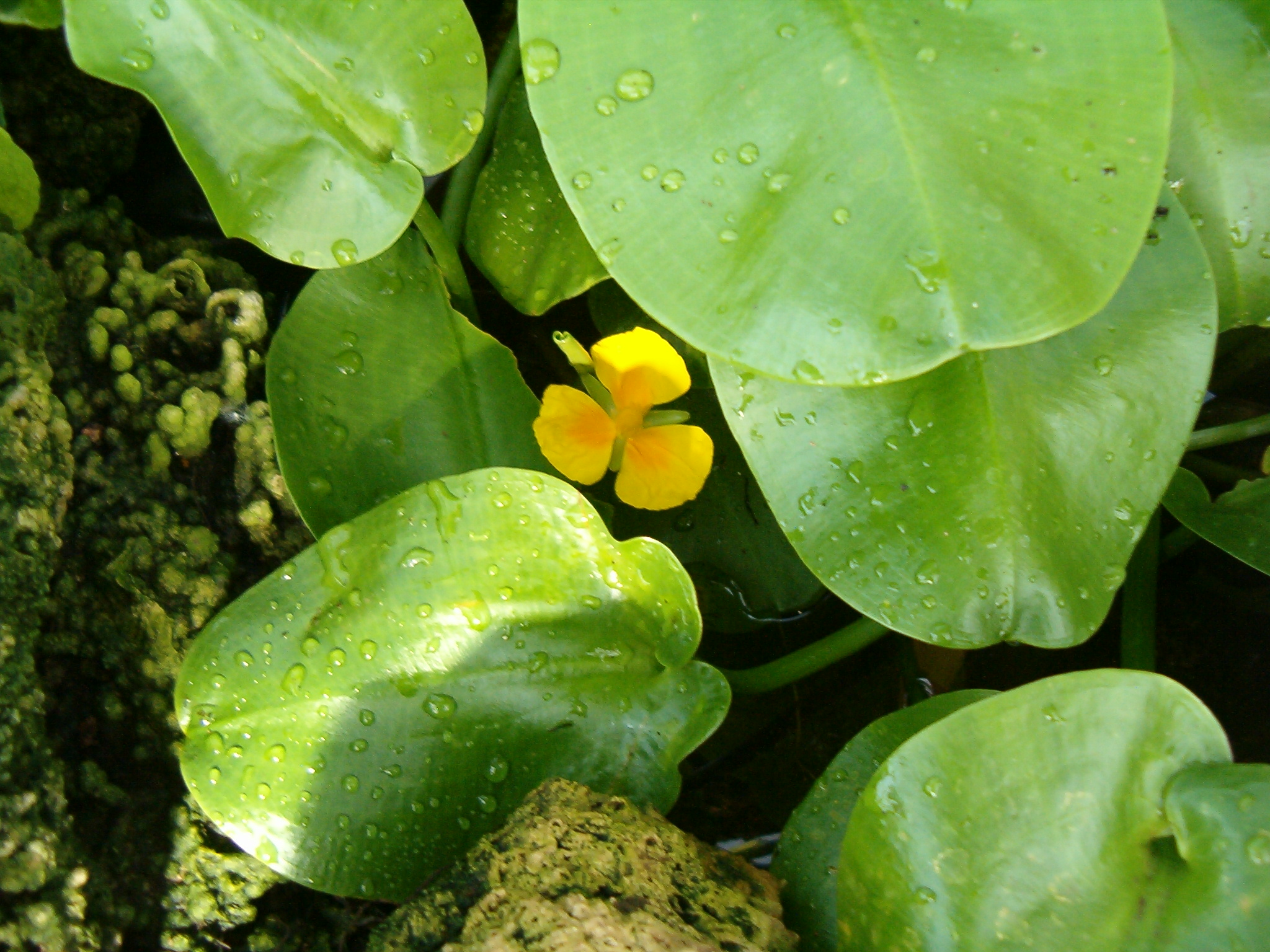
Hydrocleys martii

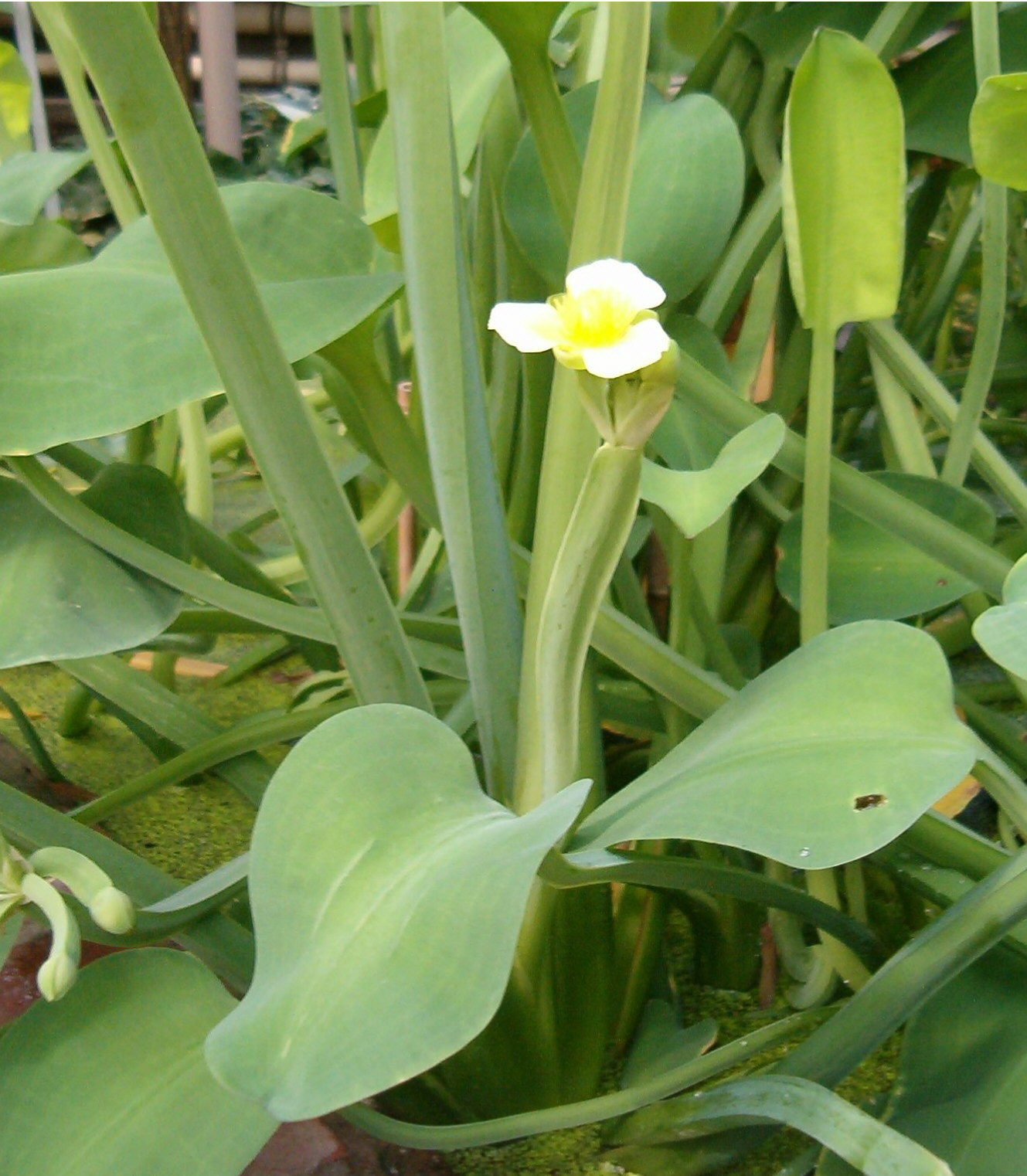
Limnocharis flava

Die Wassermohngewächse (Limnocharitaceae), auch Sumpfliebgewächse genannt, waren eine Familie in der Ordnung der Froschlöffelartigen (Alismatales) innerhalb der Einkeimblättrigen Pflanzen. Die kleine Familie umfasste drei Gattungen mit etwa sieben Arten, die pantropisch im Süßwasser verbreitet sind. 
Die 1981 erstbeschriebene Familie ging mit Erscheinen der APG III in den Froschlöffelgewächsen (Alismataceae) auf.

## Beschreibung

### Habitus und Laubblätter
Die Pflanzenarten dieser Familie wachsen als ausdauernde krautige Pflanzen. Sie enthalten Milchsaft. Diese Sumpf- oder Wasserpflanzen bilden Stolonen oder Rhizome und feine Wurzeln, mit denen sie im Bodengrund verankert sind. Die Pflanzenteile besitzen keine Haare. 
Die Laubblätter sind grundständig oder am Stängel verteilt und meist wechselständig, seltener spiralig oder zweizeilig angeordnet. Sie sind heterophyll, das bedeutet sie bilden unterschiedliche Laubblätter, in diesem Fall abhängig davon ob die Blätter über oder unter Wasser ausgebildet werden. Die flutenden Blätter sind linealisch und sitzend. Die über Wasser ausgebildeten Blätter sind gestielt und ihre Spreite ist linealisch bis verkehrt-eiförmig  mit einer deutlich erhabenen Mittelrippe. Die Hauptnerven sind parallel und die Seitennerven sind netzartig angeordnet. Der Blattrand ist glatt. Es sind Schuppen in den Blattachseln vorhanden.

### Blütenstände und Blüten
Sie bilden auf einem flutenden oder aufrechten Blütenstandsschaft einen scheindoldigen Blütenstand mit Hochblättern; manchmal stehen die Blüten einzeln. 
Die gestielten, radiärsymmetrischen, dreizähligen, zwittrigen Blüten besitzen ein doppeltes Perianth. Es sind drei lange haltbare, freie Kelchblätter vorhanden. Die drei zarten, freien Kronblätter sind weiß oder gelb. Die Blüten enthalten sechs bis (100) viele (zentrifugale) freie Staubblätter; sie stehen manchmal in Bündeln zusammen. Die äußeren Staubblätter sind manchmal zu Staminodien umgebildet. Die immer dreizelligen Pollenkörner können drei bis neun Aperturen besitzen. In einem Kreis stehen drei bis zwanzig, meist zehn bis zwölf oberständigen Fruchtblätter, die mehr oder weniger frei sind. In jedem Fruchtblatt stehen in laminarer Plazentation fünfzig oder mehr Samenanlagen. Die Nektarsekretion erfolgt an der Basis der Fruchtblätter.

### Früchte und Samen
Die drei bis zwanzig Balgfrüchte, die je Blüte gebildet werden stehen kopfartig zusammen. In reifen Samen ist kein Endosperm vorhanden. Die Embryo sind U-förmig.

### Chromosomen
Die Chromosomen sind groß. Die Chromosomenzahl beträgt n = 7, 8, 10.

## Systematik und Verbreitung
Die Familie Limnocharitaceae wurde 1981 durch Armen Tachtadschjan in Arthur John Cronquist: An Integrated System of Classification of Flowering Plants aufgestellt. Die Typusgattung ist Limnocharis Bonpl. Die Gattungen wurden davor in die Butomaceae eingeordnet. Die Verbreitung der Arten ist pantropisch. Heute gilt die Familie als Teil der Alismataceae.
Die Familie Limnocharitaceae umfasst drei Gattungen mit sieben bis acht Arten:
- Wassermohn (Hydrocleys Rich.): Mit etwa fünf Arten von Mexiko über Mittel- bis Südamerika.
  - Hydrocleys martii Seubert, Martius' Wasserschlüssel[2]
  - Hydrocleys nymphoides Buchenau, Nymphaea-ähnlicher Wasserschlüssel[3]
- Limnocharis Bonpl.: Mit der einzigen Art: 
  - Sumpflieb (Limnocharis flava (L.) Buchenau, Syn.: Alisma flavum L., Limnocharis emarginata Humb. & Bonpl.): Die ursprüngliche Heimat ist Südamerika; sie ist in vielen Gebieten der Welt, besonders in Asien, ein Neophyt.
- Butomopsis Kunth (Syn.: Tenagocharis Hochstetter): Mit der einzigen Art:
  - Butomopsis latifolia (D.Don) Kunth: Das weite Verbreitungsgebiet reicht vom nördlichen Afrika, über Indien, Nepal und das südliche Yunnan und das gesamte Südostasien bis ins nördliche Australien.

## Nutzung
Einige Arten werden als Zierpflanzen für Teiche oder Aquarien verwendet.
Besonders in Indonesien und Indochina werden Pflanzenteile von Limnocharis flava als Gemüse oder Salat gegessen.